# Мартемьянов, Юрий Семёнович
Ю́рий Семёнович Мартемья́нов (12 августа 1930 года, Вятка — 28 ноября 2003 года, Москва) — российский лингвист и переводчик. Работы по теории синтаксиса, общей семантике, прагматике, автоматическому переводу. Переводил с французского, румынского, итальянского, венгерского; член Союза писателей СССР (секция переводчиков) с 1985 года.

## Биография
Окончил романо-германское отделение филологического факультета МГУ в 1953 году. Преподавал французский язык. Кандидатская диссертация (1958 год) посвящена употреблениям временных форм французского глагола. Работал сотрудником Лаборатории машинного перевода (МГПИИЯ, ныне МГЛУ) (с 1959 года) и преподавателем на кафедре перевода того же института (1960—1975); научным сотрудником ВЦП (1975—1991), где руководил созданием системы французско-русского автоматического перевода; преподавателем РГГУ (1993—2003).
Ю. С. Мартемьянов был автором оригинальной синтаксической модели языка — валентно-юнктивно-эмфазной грамматики, для которой им был разработан особый метаязык и терминология. Его работы по описанию структуры ситуации и «художественного мира» (на материале народных сказок и афоризмов Ларошфуко) считаются во многом опередившими своё время и предвосхитившими ряд идей искусственного интеллекта и когнитивной лингвистики.
Похоронен на кладбище «Ракитки».

## Основные работы
Сочинения Ю. С. Мартемьянова собраны в посмертном сборнике Логика ситуаций. Строение текста. Терминологичность слов (М.: Языки русской культуры, 2004).
См. также:
- Заметки о строении ситуации в форме её описания // Машинный перевод и прикладная лингвистика. 1964. № 8. С. 31-59.
- К описанию смысла слов для целей вывода // Машинный перевод и прикладная лингвистика. 1969. № 12. С. 70-83.
- Valency-Junction-Emphasis Relations as a Language for Text Description // Trends in Soviet Theoretical Linguistics. Dordrecht, 1973. P. 62-85.
- Tekst spojny: właściwości struktury glębokiej // Semantyka tekstu i języka. Warszawa, 1976. S. 15-34.
- Текст: от канонической структуры к разнообразию форм // Лингвистические проблемы проектирования информационных систем. Киев, 1978. С. 15-37.
- Опыт терминологизации общелитературной лексики (о мире тщеславия по Ф. Ларошфуко) // Вопросы кибернетики: Логика рассуждений и её моделирование. М., 1983, с. 38—103 (совм. с Г. В. Дорофеевым).
- Мастер остается жить: Судьба Константина Бабицкого // Известия РАН. Серия литературы и языка 1994. Т. 53, № 3. С. 70-76. Соавт. Гладкий А. В.
- От глубинного смысла и метра к двуединой структуре стиха // Материалы международного конгресса «100 лет P. O. Якобсону»… М., 1996. С. 149—154.
- Французский язык для взрослых: Учеб. М.: Наука, 1966. 309 с. Соавт. Мугдусиева И. И.
- Отв. ред., [чл. авт. коллектива]: Имплицитность в языке и речи. М.: Языки рус. культуры, 1999. 200 с. (Ред. совм. с Борисовой Е. Г.)